# Scottish Singles and Albums Charts
Scottish Singles Chart (шотл. гел. Cuairt Orain na h-Alba) та Scottish Albums Chart — музичні чарти Шотландії, складанням яких займається компанія The Official Charts Company, що відповідає за всі офіційні чарти Великої Британії. Формування чартів відбувається на основі аналізу даних про продажі музичних релізів в Шотландії, а також цифрових продажів в районах трансляцій телеканалів STV North, STV Central і ITV Border.
З вересня 2001 року музичний чарт синглів Scottish Singles Top 75 і альбомний чарт Scottish Albums Top 75 публікуються в ChartsPlus. Продажі з шотландських чартів беруться до урахування в UK Singles Chart та UK Albums Chart.

## Найвищі позиції синглів та альбомів за 2012
| Дата       | Сингл                          | Виконавець                                 | Альбом                      | Виконавець                          |
| ---------- | ------------------------------ | ------------------------------------------ | --------------------------- | ----------------------------------- |
| 7 січня    | «Paradise»                     | Coldplay                                   | Mylo Xyloto                 | Coldplay                            |
| 14 січня   | «Good Feeling»                 | Flo Rida                                   | 21                          | Адель                               |
| 21 січня   | «Domino»                       | Джессі Джей                                | 21                          | Адель                               |
| 28 січня   | «Domino»                       | Джессі Джей                                | 21                          | Адель                               |
| 4 лютого   | «Titanium»                     | Давід Гета разом з Sia                     | 21                          | Адель                               |
| 11 лютого  | «Titanium»                     | Давід Гета разом з Sia                     | Born to Die                 | Лана Дель Рей                       |
| 18 лютого  | «Titanium»                     | Давід Гета разом з Sia                     | Born to Die                 | Лана Дель Рей                       |
| 25 лютого  | «Next To Me»                   | Emeli Sandé                                | Our Version of Events       | Emeli Sandé                         |
| 3 березня  | «Somebody That I Used to Know» | Ґотьє разом з Кімброю                      | Our Version of Events       | Emeli Sandé                         |
| 10 березня | «Somebody That I Used to Know» | Ґотьє разом з Кімброю                      | Our Version of Events       | Emeli Sandé                         |
| 17 березня | «Starships»                    | Нікі Мінаж                                 | Wrecking Ball               | Брюс Спрінгстін                     |
| 24 березня | «Starships»                    | Нікі Мінаж                                 | Our Version of Events       | Emeli Sandé                         |
| 31 березня | «Part of Me»                   | Кеті Перрі                                 | Nothing but the Beat        | Давід Гета                          |
| 7 квітня   | «Turn Up the Music»            | Кріс Браун                                 | MDNA                        | Мадонна                             |
| 14 квітня  | «Call Me Maybe»                | Карлі Рей Джепсен                          | Pink Friday: Roman Reloaded | Нікі Мінаж                          |
| 21 квітня  | «Call Me Maybe»                | Карлі Рей Джепсен                          | Pink Friday: Roman Reloaded | Нікі Мінаж                          |
| 28 квітня  | «Call Me Maybe»                | Карлі Рей Джепсен                          | 21                          | Адель                               |
| 5 травня   | «Call Me Maybe»                | Карлі Рей Джепсен                          | Blunderbuss                 | Джек Вайт                           |
| 12 травня  | «Young»                        | Tulisa Contostavlos                        | Electra Heart               | Marina and the Diamonds             |
| 19 травня  | «R.I.P.»                       | Ріта Ора разом з Tinie Tempah              | Strangeland                 | Keane                               |
| 26 травня  | «We Are Young»                 | fun. разом з Janelle Monáe                 | Strangeland                 | Keane                               |
| 2 червня   | «Chasing the Sun»              | The Wanted                                 | Mid Air                     | Paul Buchanan                       |
| 9 червня   | «Feel the Love»                | Rudimental разом з John Newman             | Fall to Grace               | Палома Фейт                         |
| 16 червня  | «Whistle»                      | Flo Rida                                   | Sing                        | Ґері Барлоу & The Commonwealth Band |
| 23 червня  | «Call My Name»                 | Шеріл Коул                                 | Life in a Beautiful Light   | Емі Макдональд                      |
| 30 червня  | «Payphone»                     | Maroon 5 разом з Wiz Khalifa               | A Million Lights            | Шеріл Коул                          |
| 7 липня    | «This Is Love»                 | will.i.am разом з Eva Simons               | Overexposed                 | Maroon 5                            |
| 14 липня   | «Don't Wake Me Up»             | Кріс Браун                                 | Overexposed                 | Maroon 5                            |
| 21 липня   | «Spectrum (Call My Name)»      | Florence and the Machine vs Кельвін Гарріс | Cheeky for a Reason         | The View                            |
| 28 липня   | «Spectrum (Call My Name)»      | Florence and the Machine vs Кельвін Гарріс | Cheeky for a Reason         | The View                            |
| 4 серпня   | «Spectrum (Call My Name)»      | Florence and the Machine vs Кельвін Гарріс | Handwritten                 | The Gaslight Anthem                 |
| 11 серпня  | «We'll Be Coming Back»         | Кельвін Гарріс разом з Example             | Our Version of Events       | Emeli Sandé                         |
| 18 серпня  | «Heatwave»                     | Wiley разом з Ms D                         | Life in a Beautiful Light   | Емі Макдональд                      |
| 25 серпня  | «How We Do (Party)»            | Rita Ora                                   | Our Version of Events       | Emeli Sandé                         |
| 1 вересня  | «Bom Bom»                      | Sam and the Womp                           | Fall to Grace               | Paloma Faith                        |
| 8 вересня  | «Wings»                        | Little Mix                                 | Ora                         | Ріта Ора                            |
| 15 вересня | «Blow Me (One Last Kiss)»      | Pink                                       | Come of Age                 | The Vaccines                        |